# Newsroom ČT24
Newsroom ČT24 je zpravodajský pořad České televize.

## O pořadu
Newsroom ČT24 byl od roku 2015 premiérově vysílán každou neděli po 22. hodině na ČT24, od ledna 2025 se přesunul na dřívější čas 21:10. Moderátory jsou Ondřej Topinka a Tereza Řezníčková, v minulosti pořad moderovali Nikola Reindlová a Luboš Rosí. Pořad je věnován událostem v českých i zahraničních médiích a představuje názory aktérů událostí a odborníků, analýzy trendů a pohledy do mediálního zákulisí.